# Передача хода
Передача хода — стандартный приём, доказывающий для многих настольных игр, что у второго игрока не может быть выигрышной стратегии, то есть при идеальной игре либо выигрывает первый игрок, либо ничья. В общих чертах: предполагаем, что у второго игрока есть выигрышная стратегия, затем несложными выкладками преобразуем её в стратегию для первого игрока, противоречие.
Если вдобавок в игре отсутствует ничья (например, гекс или «перебрось мостик»), заимствование стратегии прямо доказывает, что игра выигрышна для первого игрока.
Чтобы применить заимствование стратегии, игра должна быть беспристрастной: в любой ситуации у обоих игроков одни и те же ходы с одними и теми же последствиями.
Передача хода работает от противного и поэтому неконструктивно — ничего не говорит о том, как играть правильно.

## Примеры

### Крестики-нолики
Допустим, у второго игрока есть выигрышная стратегия.
Тогда первый игрок ставит свой крестик куда угодно, а затем начинает руководствоваться стратегией; если стратегия говорит ставить на свой же крест, ставим куда угодно.
Получаем выигрышную стратегию для первого игрока.
Противоречие.
Подобным же образом доказывается игра «перебрось мостик», если считать пунктами доски точки пересечения красной и синей сеток.

### Щёлк
Предположим, что первый игрок снимает одну угловую фишку.
У второго игрока на это есть ответ.
Значит, вместо того, чтобы снять эту фишку, первый игрок может сделать этот ход сам — и получить выигрышную позицию.
Эта конструкция не работает только для поля 1×1, где второй очевидно выигрывает.

## Игры, для которых работает заимствование стратегии
- m,n,k-игра[англ.], наиболее известные её варианты:
  - Гомоку без ограничений для чёрных
  - Крестики-нолики
- Любая игра в частично упорядоченное множество[англ.] с одним наибольшим элементом.
  - Отдельные варианты хакенбуша[англ.].
  - Щёлк
- Гекс
- Го без форы
- Перебрось мостик